# Liang Čchen-jü
Liang Čchen-jü (čínsky pchin-jinem Liáng Chényú, znaky zjednodušené 梁辰鱼, tradiční 梁辰魚; asi 1519? – asi 1593?), byl čínský dramatik v žánru kchun-čchü, přední představitel kultury mingské Číny.

## Jméno
Liang Čchen-jü používal zdvořilostní jméno Po-lung (čínsky pchin-jinem Bólóng, znaky zjednodušené 伯龙, tradiční 伯龍) a pseudonym Šao-paj (čínsky pchin-jinem Shǎobái, znaky 少白).

## Život a dílo
Liang Čchen-jü pocházel z okresu Kchun-šan (dnes část Su-čou v provincii Ťiang-su). Byl talentovaným básníkem a kaligrafem. Poté, co Wej Liang-fu zreformoval kchunšanský hudební styl, kchun-čchü, Liang Čchen-jü jej dále upravil a použil jako hudební složku svého dramatu Chuan-ša-ťi (浣紗記). Spojení hudby kchun-čchü s dramatickou formou čchuan-čchi mělo mimořádný úspěch, rozšířilo se a pojmy čchuan-čchi a kchun-čchü poté prakticky splynuly.